# Platja de Santa Margarida
La platja de Santa Margarida és una platja urbana del municipi de Roses (Alt Empordà), situada a la badia de Roses, que s'estén des de la urbanització residencial del Salatar fins a la bocana de la Marina residencial de Santa Margarida, al límit occidental del municipi. Té una longitud de 560 m i una amplada de 65 m de sorra fina i daurada, i les aigües són transparents i poc profundes. Està flanquejada per un passeig marítim arbrat, a l'extrem occidental del qual hi ha una plaça amb bancs i vegetació que ofereix vistes de l'adjacent parc natural dels Aiguamolls de l'Empordà.
L'Agència Catalana de l'Aigua efectua un control setmanal de la qualitat de l'aigua, durant la temporada de bany, amb el resultat d'excel·lent. Des de l'any 2003 gaudeix del certificat ambiental europeu EMAS i de l'internacional ISO 14.001.